# 斯莫德納
48°18′57″N 25°8′54″E / 48.31583°N 25.14833°E
斯莫德納（烏克蘭語：Смодна），是烏克蘭的村落，位於該國西部伊萬諾-弗蘭科夫斯克州，由科索夫區負責管轄，始建於1318年，面積9.33平方公里，2001年人口1,852，人口密度每平方公里198.6人。